# Abilass Jeyarajah
Der vier Monate alte Abilass Jeyarajah (singhalesisch අභිලාෂ් ජෙයරාජා Abhilāṣ Jeyarājā; * 19. Oktober 2004), auch als Baby 81 (බේබි 81) bezeichnet, war ein Baby, das bei der Flutkatastrophe vom 26. Dezember 2004 in Kalmunai, Sri Lanka aus den Armen seiner Mutter gerissen wurde und um dessen Identität ein sieben Wochen dauernder Streit entfacht war. Der Säugling wurde zum Symbol für das Schicksal unzähliger Kinder, die von ihren Eltern getrennt worden waren. Er wurde „Baby 81“ genannt, weil er nach dem Tsunami als 81. Person in das örtliche Krankenhaus eingeliefert worden war.
Neun Paare hatten behauptet, die Eltern des Säuglings zu sein. Nur ein Paar, Murugupillai und Jenita Jeyarajah, hatte allerdings formell das Sorgerecht für das „Baby 81“ beantragt. Doch weil sie bei der Flut all ihr Hab und Gut verloren hatten, konnten sie ihre Angaben nicht beweisen. Ein lokales Gericht verfügte, der Säugling müsse so lange im Krankenhaus bleiben, bis seine Herkunft mittels einer DNA-Analyse geklärt sei. Am 14. Februar 2005 gab ein Richter bekannt, die Jeyarajahs seien gemäß dem Gentest eindeutig die Eltern von „Baby 81“. Sie konnten Abilass kurz darauf nach Hause holen.

## Künstlerische Rezeption des Themas
Die kalifornische Rockband Black Rebel Motorcycle Club benannte ihre im April 2007 erschienene Platte Baby 81 nach diesem Ereignis.